# The Very Best of Supertramp
The Very Best of Supertramp è un album di raccolta del gruppo musicale britannico Supertramp, pubblicato nel 1990.

## Tracce
1. School – 5:36
2. Goodbye Stranger – 5:48
3. The Logical Song – 4:10
4. Bloody Well Right – 4:33
5. Breakfast in America – 2:40
6. Rudy – 7:19
7. Take the Long Way Home – 5:08
8. Crime of the Century – 5:32
9. Dreamer – 3:31
10. Ain't Nobody But Me – 5:10
11. Hide in Your Shell – 6:50
12. From Now On – 6:19
13. Give a Little Bit – 4:09
14. It's Raining Again – 4:27
15. Cannonball – 7:38